# Pouvoir au peuple
Pour le parti sud-coréen, voir Pouvoir au peuple (Corée du Sud).
Pouvoir au peuple (en italien : Potere al popolo), abrégé en PaP, est un mouvement politique née le 17 décembre 2017 et qui réunit de nombreux partis politiques, associations et centres sociaux italiens de gauche antilibérale en vue des élections générales italiennes de 2018. La porte-parole est Viola Carofalo. L'objectif de la coalition est « de créer une véritable démocratie, à travers des pratiques quotidiennes, l'autogouvernance des expériences, la socialisation de la connaissance et de la participation populaire ».

## Histoire

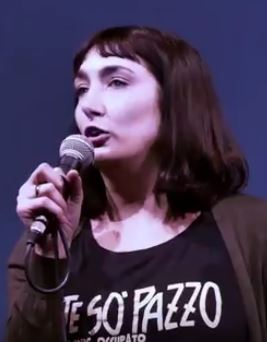
Viola Carofalo, porte-parole.

### Naissance du mouvement
L'alliance a été proposée par le centre social napolitain Ex OPG « Je so' pazzo » (que l'on peut traduire littéralement par Je suis fou). La proposition a été ensuite soutenue par d'autres centres sociaux du pays, associations, mouvements et partis politiques.
L'idée de bâtir un parti ou une liste unitaire est née lors du « Je so' pazzo Festival – 2016 », qui avait pour slogan : « Construisons le Pouvoir du Peuple », qui s'est tenu à Naples du 9 au 11 septembre 2016. Ce projet faisait suite à une première tentative de reconstitution d'un espace politique à la gauche du Parti démocrate autour de la structure Gauche italienne, fondée en février 2016. Cependant les scissions, refondations, regroupements successifs qui ont émaillé cette initiative politique (qui aboutira finalement à la création de l'alliance Libres et égaux) et l'implication de figures ressenties comme appartenant au centre-gauche ont poussé les forces les plus radicales à chercher une autre issue qui a abouti à Pouvoir au peuple.
Viola Carofalo explique ainsi ce projet : « Nous souhaitions avoir notre propre représentation lors des prochaines élections, au vu d’une part du déplacement à droite de l’ensemble du champ politique et, d’autre part, de l’absence d’une véritable alternative de gauche ». L'idée était donc d'offrir un débouché politique à la gauche radicale et mouvementiste, telle que les centres sociaux, les Chambres populaires du travail (« Camere Popolari del Lavoro »), aux Réseaux de solidarité populaire (« Reti di Solidarietà Popolari ») et comme ça.
Le 18 novembre 2017 une assemblée nationale a rassemblé plus de 800 personnes au Teatro Italia à Rome afin de bâtir les bases de ce mouvement. Elle a été suivie par plus de 150 assemblées régionales qui ont donné corps petit à petit à l'alliance électorale et ont permis de sélectionner les candidats aux élections générales.
Le 17 décembre 2017 l'alliance a été inaugurée avec le soutien officiel du Parti de la refondation communiste (PRC) et du Parti communiste italien (PCI). En même temps, Viola Carofalo, une universitaire napolitaine spécialisée en philosophie et activiste de longue date d'Ex OPG et du PRC, a été choisie comme porte-parole. Le 6 janvier 2018 Carofalo est devenue aussi le leader politique de l'alliance.

### Élections générales italiennes de 2018

#### Programme électoral
Le programme électoral de Pouvoir au peuple en vue des élections générales italiennes de 2018 met d'abord l'accent sur la reconquête des droits des travailleurs : lutte contre Jobs Act, qui aurait précarisé leurs conditions de travail, pour l’abolition de la réforme Fornero qui a augmenté l’âge de la retraite et de la Buona Scuola qui accentue les dispositifs d'alternance dans les cursus scolaires et réduction du temps de travail à 32 heures par semaine sans perte de salaire.
Puis il insiste sur la nécessité d'une politique de redistribution qui remettrait en cause les exonérations fiscales réalisées sous les gouvernements précédents (plus de 40 milliards au cours des trois dernières années) pour en tirer les fonds nécessaires à un fort réinvestissement dans les services publics.
De plus, l'alliance veut accaparer le thème de l'immigration en affirmant l’idée d’une citoyenneté universelle en assouplissant les règles d'accueil des migrants, instaurer le droit du sol, briser le lien entre le travail et le droit de séjour et revoir la gestion des « Centres d’accueil extraordinaires » (« Centri di accoglienza straordinaria », CAS).
Enfin, Potere al Popolo annonce qu'il faut rompre avec les traités européens, en particulier avec le « fiscal compact », qui contraint les Pays européens à l’équilibre budgétaire, qui les oblige à respecter un certain rapport entre déficit et PIB ou encore à coordonner l’émission de la dette publique avec le Conseil de l’Europe. Ce qui place cette alliance du côté de l'euroscepticisme.

#### Déroulement de la campagne
La campagne des élections générales italiennes de 2018 se déroule dans une ambiance de forte montée des idées xénophobes et l'affirmation d'organisations fascistes comme Casapound et Forza Nuova.
Le 10 février 2018 à l'appel des centres sociaux, d'associations antifascistes, d'ONG, de syndicats mais aussi de quelques formations politiques de gauche dont Pouvoir au peuple, contre mots d’ordre des directions du Parti démocrate, de la CGIL et même de l’ANPI (Association nationale des partisans), entre 10 000 et 30 000 personnes défilent pacifiquement pour protester contre la fusillade raciste de Macerata.
Le 24 février une manifestation antifasciste et antiraciste rassemble pacifiquement 100 000 personnes selon les organisateurs, rassemblant les différents secteurs de la gauche : le syndicat CGIL, l’association de résistants ANPI, l’organisation antifasciste ARCI, l’association antimafia Libera, ainsi que les alliances Libres et égaux et Pouvoir au peuple.

#### Relation avec les autres organisations de gauche
Pouvoir au peuple refuse toute alliance avec la principale alliance électorale qui se positionne programmatiquement à gauche du Parti démocrate, Libres et égaux, au motif que les figures de proue de cet ensemble politique ne se sont pas opposés à la politique du gouvernement Renzi durant la mandature, comme Pietro Grasso, voire ont soutenu les projets que Pouvoir au peuple considère comme anti-sociaux : la libéralisation des horaires de travail, le Fiscal Compact, la réforme des retraites et le Jobs Act, comme l'ont fait Massimo D'Alema et Pier Luigi Bersani.

#### Élections européennes de 2019
Après avoir voté en interne sa participation aux élections en janvier 2019, Pouvoir au peuple renonce en avril 2019, étant dans l’incapacité de s’allier ou de recueillir les signatures nécessaires.

## Composition
PaP est soutenu par l'Ex OPG « Je so' pazzo », ainsi que par les partis politiques suivants,,, :
| Partis | Partis                                                                    | Principale idéologie    | Chef              | Période                    |
| ------ | ------------------------------------------------------------------------- | ----------------------- | ----------------- | -------------------------- |
|        | Réseau des communistes (RdC)                                              | Communisme              | Luciano Vasapollo | Depuis le 26 novembre 2017 |
|        | Mouvement radical socialiste (italien : Movimento RadicalSocialista, MRS) | Socialisme libertaire   | Katia Bellillo    | Depuis le 18 décembre 2017 |
|        | Renaissance socialiste (italien : Rinascita Socialista, RS)               | Socialisme démocratique | Franco Bartolomei | Depuis le 18 décembre 2017 |
|        | Démocratie Athée (DA)                                                     | Socialisme libertaire   | Carla Corsetti    | Depuis le 28 janvier 2018  |

| Partis | Partis                                                | Principale idéologie     | Chef                    | Période                            |
| ------ | ----------------------------------------------------- | ------------------------ | ----------------------- | ---------------------------------- |
|        | Gauche anticapitaliste (SAC)                          | Communisme               | Franco Turigliatto (it) | 5 décembre 2017 - 4 octobre 2018   |
|        | Parti de la refondation communiste (PRC)              | Communisme               | Maurizio Acerbo         | 18 décembre 2017 - 28 octobre 2018 |
|        | Parti du Sud - Méridionalistes Progressistes (PdS-MP) | Autonomie du Mezzogiorno | Natale Cuccurese        | 24 décembre 2017 - 29 octobre 2018 |
|        | Parti communiste italien (PCI)                        | Communisme               | Mauro Alboresi          | 2 janvier 2018 - 14 juillet 2018   |

En outre, PaP est soutenu par une union syndicale (USB, Unione Sindacale di Base (it)), des mouvements, associations et centres sociaux, dont le collectif « Clash City Workers », le Mouvement Pirate Révolutionnaire, le NO TAV (mouvement d'opposition à la ligne ferroviaire Lyon-Turin), le NO TAP (mouvement d'opposition au gazoduc transadriatique), le No Muos (qui s'oppose à l'installation d'un terminal d'interconnexions des forces armées des États-Unis en Sicile).

## Sources d'inspiration
PaP s'inspire notamment de Momentum, l'organisation qui soutient Jeremy Corbyn au Royaume-Uni, des réseaux de mutualisme en Grèce, de la Candidatura d’unitat popular (CUP) en Catalogne et de La France insoumise, dont le leader Jean-Luc Mélenchon a parlé « d'une aventure commune pour la construction d'une alternative populaire en Europe ».
Le mutualisme, tout particulièrement semble constituer le socle idéologique de Pouvoir au peuple comme l'expliquait dans un entretien sa porte-parole Viola Carofalo : « Si l’État n’est pas en mesure de résoudre nos problèmes, parce qu’il est l’otage d’une minorité et structurellement pensé pour défendre les intérêts de celle-ci, nous commençons à agir tout de suite avec une méthode d’intervention qui part des besoins du peuple et qui, avec le peuple, développe la conscience et la participation ».

## Représentation

### Parlement européen
Une députée européenne, Eleonora Forenza, représente cette alliance mais au titre du Parti de la refondation communiste. Elle a été élue en 2014 sur la liste de L'Autre Europe avec Tsipras.